# Jordi Pere Cerdà
Antoni Cayrol, més conegut pel pseudònim Jordi Pere Cerdà   (Sallagosa, 4 de novembre de 1920 - Perpinyà, 11 de setembre de 2011) fou un poeta, narrador, dramaturg i promotor d'activitats culturals a la Catalunya del Nord. Va formar part de la generació d'escriptors nord-catalans composta, entre d'altres, per Pere Verdaguer i Joan Morer.
Participà en la creació del Grup Rossellonès d'Estudis Catalans, la Universitat Catalana d'Estiu i la publicació de l'Almanac català del Rosselló, entre altres iniciatives a favor de la difusió i normalització de la llengua i la cultura catalanes.

## Biografia
Va néixer el 4 de novembre del 1920 a Sallagosa, població situada a la comarca de l'Alta Cerdanya, provinent d'una família de Fontpedrosa, a l'Alt Conflent. El pare de l'Antoni fou ramader i negociant de bestiar, fet que el conduí a obrir una carnisseria a Sallagosa, on va començar a servir darrere el taulell, a catorze anys:
| « | Mon pare era home del campestre. Del campestre i del món ramader. El seu reialme era el terme, la seva armada, els cans, el seu bé, el ramat, el seu lloc preferit, mercats i fires. | » |

La Guerra Civil espanyola i la victòria del general Franco suposà un abans i un després per a la vida del jove Cayrol i de tota la població cerdana. La frontera francoespanyola es farà ben present, fins al punt d'incomunicar durant anys els veïnats d'una banda i l'altra de la ratlla.
Visqué essencialment a Perpinyà i Sallagosa, on es van representar quatre sainets que el van donar a conèixer en teatre l'any 1941, en plena Segona Guerra Mundial i sota el règim de Vichy. Cayrol s'enrolà en la Resistència tot col·laborant en l'acompanyament de les persones refugiades a través dels passos fronterers nord-catalans, amb el grup de maquis de Llo, que aplegava militants catalans del nord i sud de la frontera, comandat per Josep Mas i Tió, militant comunista del Ripollès que influí en Cayrol amb el seu compromís polític comunista i catalanista. L'any 1942 va marxar a fer de soldat. Afiliat al Partit Comunista Francès, entre el 1952 i el 1953 fou batlle de Sallagosa.
En aquests primers tempteigs creatius ja s'observen els principals trets distintius que articularan l'obra literària de Jordi Pere Cerdà: l'atenció a les manifestacions orals de la cultura popular cerdana, el compromís amb els esdeveniments socials i polítics que afecten el seu territori, i el gust estètic de tractar la natura com una deu viva i fonda d'on brolla la paraula més íntima de l'autor.
L'any 1960 es va establir a Perpinyà amb la seua dona Elena Cristofol i els seus fills, s'ocupà de la Librairie de Catalogne, negoci que farà servir d'enllaç clandestí per a la difusió de les obres antifranquistes editades a París, per fer de llibreter i promotor cultural, compaginant aquestes tasques amb la de col·laborador en diverses publicacions, des de les quals donà a conèixer amb profunditat els problemes de la cultura catalana a la Catalunya del Nord mitjançant nombrosos articles.
Amb l'aparició de les primeres publicacions als anys 1950 i 1960, Cerdà mantindrà contacte amb editors, autors i intel·lectuals com Charles Bauby i Albert Manent; també, Pere Verdaguer, Francesc de Borja Moll (editor de la seua primera peça teatral, Angeleta), Josep Maria de Casacuberta (amb qui edità les primeres compilacions, com Contalles de Cerdanya, Obra poètica i Obra teatral), Max Cahner, Francesc Vallverdú, Jean-Baptiste Para (editor de la revista parisenca Europe, on Cayrol col·laborarà), l'occità Robèrt Lafont, André Vinas, Jep Gouzy, Joan Fuster o el poeta Francesc Català.
Després d'una primera onada de publicacions reeixida (concentrades en els reculls publicats a l'Editorial Barcino, amb poemaris com Dietari de l'alba o l'obra teatral Quatre dones i el sol), caldrà esperar els anys 1980 i 1990 per observar el rellançament de Jordi Pere Cerdà, propulsat per l'Editorial Columna de la mà del poeta Àlex Susanna, amb reedicions de la seua obra i amb noves aportacions com Col·locació de personatges en un jardí tancat (1993), Passos estrets per terres altes (1998) o Cant alt. Autobiografia literària (1988).
En una entrevista d'Univers Bertrana publicada al setmanari El Temps el 1991, responia per què no havia escrit gaire poesia compromesa essent com era un destacat militant del PCF i batlle de Sallagosa per aquest partit durant un breu període: «Fins i tot diré —exclamava Cerdà— que la meua poesia política no hagi estat bona. Ha estat poesia de circumstància, o en el cas del Treballador Català (òrgan de les cèl·lules locals del PCF), poesia d’acció. Però crec que pertànyer al Partit es coneix per la manera com jo he enfocat la meua poesia. És allò que m’ha obligat a pensar el meu poble: si pensen en els pobles de fora, bé havia de pensar en el meu, que tenia davant». La seva ideologia també l’acostava a la Cerdanya i els cerdans.
El 1995 va rebre el Premi d'Honor de les Lletres Catalanes (fins al moment, és l'únic escriptor nord-català que ha rebut aquest reconeixement). L'any 2006, una plataforma va cercar suport per a proposar-lo com a Premi Nobel de Literatura.
Va morir l'11 de setembre del 2011 a la seva casa de Perpinyà. La revista Le Travailleur Catalan li va dedicar un número especial intitulat «El món Jordi Pere Cerda» el desembre 2011.

## Premis i guardons
- 1985: Premi Crítica Serra d'Or de narració per Col·locació de personatges en un jardí tancat
- 1986: Creu de Sant Jordi
- 1989: Premi de Literatura de la Generalitat de Catalunya per Poesia Completa
- 1993: Cerdà de l'Any
- 1995: Premi d'Honor de les Lletres Catalanes
- 1999: Premi Nacional de Literatura per Passos estrets per terres altes
- 2006: Premi Nacional Joan Coromines, atorgat per la CAL
- 2007: Premi Méditerranée Rosselló.

## Obres
| - 1950: La guatlla i la garba - 1954: Tota llengua fa foc - 1961: Ocells per a Cristòfor - 1966: Obra poètica - 1988: Poesia completa - 1988: Dietari de l'alba - 1998: Paraula fonda: poemes amb traducció francesa - 2003: Suite cerdana: poemes amb traducció francesa - 1988: Cant Alt: autobiografia literària | Finestrals d'un capvespre. Perpinyà: El Trabucaire, 2009--83.247.136.38 (discussió) 17:23, 8 oct 2013 (CEST) - 1959: Contalles de Cerdanya - 1993: Col·locació de personatges en un jardí tancat - 1998: Passos estrets per terres altes - 2001: La dona de l'aigua - 1952: Angeleta - 1956: La set de la terra - 1964: Quatre dones i el sol - 1980: Obra teatral |

## Col·laboracions musicals
- Jordi Barre: «Les mans» (dels discs Tant com me quedarà i Amb la força de l'amor); El meu passat (EP Tant com me quedarà i Tots els records); «Si te'n vas« i «El meu país» (dels discos Amb la força de l'amor, Potser demà i A l'espai); «Si me'n vaig» (del disc Amb la força de l'amor); «Sóc un mariner» (del disc A l'espai); «O món - cantata íntegra« i «O món - canta Perpinyà» (EP Canta Perpinyà i Tots els records); «Qui pot ser» i «Adiu» (EP Canta Perpinyà); «Tu tens» (EP Canta Perpinyà i Tots els records); «Tots els records» (EP Tots els records).
- Gisela Bellsolà: «Cada somni» (del disc Salut amb la poesia), «Combat» (del disc País Catedral).
- Cris Cayrol: «La Cerdanya» i «La trenyeria» (del disc L'home de Taltehull).
- Pere Figueres: «M'agrada trobar els teus ulls», «Rutes», «Vacança», «Aigua», «El pres» i «Tindríem una casa» (del disc Tinc al cor un poble).
- Manel Lluís: «El rei de Vedrinyans», «El pastor andalús», «Fontpedrosa», «Primavera secreta», «Entremig de totes les terres», «Ella», «Mossos del mas Rondola», «Dones de Llo», «Ara que l'hivern», «Ariana», «O món», «Trinitari per a Machado» (del treball El món).
- Teresa Rebull: «El rei de Vedrinyans» i «El que m'agrada de l'aigua» (del disc Camí de l'argilada).
- Ignasi Serra: «El pastor andalús».
- Josep Tero: «Tindríem una casa» (del disc Camins de tarda)